# Christophe Laborie
Christophe Laborie (* 5. August 1986 in Aurillac) ist ein ehemaliger französischer Straßenradrennfahrer.

## Sportliche Karriere
Christophe Laborie gewann 2009 ein Teilstück des Etappenrennens Mi-Août en Bretagne. Im Jahr darauf gewann er eine Etappe der Tour Nivernais Morvan, wo er auch Dritter der Gesamtwertung wurde. Ende der Saison fuhr er für das französische Professional Continental Team Saur-Sojasun als Stagiaire, wo er sich für einen Profivertrag für das folgende Jahr empfehlen konnte.
Laborie blieb Elite-Radsportler bis 2016, weitere Erfolge blieben aber aus. Ende 2016 beendete er seine Radsportlaufbahn.

## Erfolge
2009
- eine Etappe Mi-Août en Bretagne

## Teams
- 2010 Saur-Sojasun (Stagiaire)
- 2011 Saur-Sojasun
- 2012 Saur-Sojasun
- 2013 Sojasun
- 2014 Bretagne-Séché Environnement
- 2015 Bretagne-Séché Environnement
- 2016 Delko Marseille Provence KTM